# Trop plein

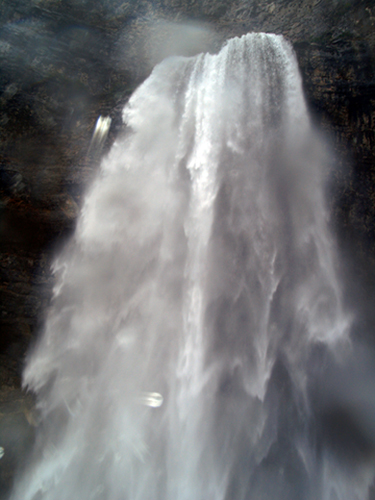
"Reventón" de agua en el nacimiento del río Mundo. Riópar - Albacete (Sierra de Alcaraz).

Un trop plein (en francés, que significa «demasiado lleno; rebosamiento»), es una surgencia kárstica natural de presión de agua subterránea poco habitual en la naturaleza, aunque muchos de ellos pasan inadvertidos al encontrarse cubiertos por vegetación, pedrizas, lagunas u otras láminas de agua superiores. 
Se trata de manantiales que solo funcionan cuando el acuífero está demasiado lleno y rebosa en forma de vertido por los niveles superiores a través de un conducto rocoso ya formado; a diferencia de los casos de extrusión kárstica, donde se crean o se reabren estos nuevos conductos, debido a un exceso de sobrepresión.
Por lo general, los fenómenos de trop plein están asociadas a manantiales comunes y a un acuífero en la base, cuya descarga se activa cuando se dan unas circunstancias meteorológicas determinadas. Por lo que los manantiales en trop plein funcionan, normalmente, en fechas de primavera muy lluviosa, o tras unas tormentas de verano muy intensas; o por el deshielo de una nevada invernal muy copiosa. 
No obstante, algunos casos concretos, pueden explicarse por mecanismos más complejos, en los que intervendrían una conjugación de sifones hidrogeológicos normales e inversos, como podría ser el caso del famoso y legendario fenómeno del "reventón", explosión de agua extraordinaria del frente manantial de Los Chorros del río Mundo, nacimiento del río homónimo en el Calar del Mundo (Sierra de Alcaraz). La originalidad de estos "reventones", es que, se ha comprobado, que cada uno de estos se produce después de una importante racha de lluvia estacional de 6 a 10 días, pero con la peculiaridad también, que se descarga un volumen de agua algo superior al que se calcula que se infiltra, por lo que se deduce que han de actuar grandes cavernas de agua internas complementarias, en el dispositivo de conjugación de estos sifones.
Independientemente del mecanismo, en general, la causa siempre se debe a una sobrecarga estacional de niveles de agua en un acuífero kástico, al que le preceden surgencias "normales" preexistentes. En otros casos, se trata de espontáneos rezumes estacionales, más o menos caudalosos, bajo pedrizas, charcas o pies de ladera.
Los fenómenos de trop plein suelen descargar cantidades de agua muy superiores a las de los manantiales comunes con los que se relacionan; y con un derroche de potencia natural asombrosa. En el caso de Los Chorros del río Mundo, los caudales pueden aumentar en una relación 1/1000 en tan solo unos minutos. Es decir, si el caudal medio de la surgencia de Los Chorros es de unos 50 litros, llegaría a multiplicarse por mil, con caudales máximos registrados de hasta 86.130 L/s (13 nov 1997).